# Famille Morel d'Arleux
La famille Morel d'Arleux est une famille d'ancienne bourgeoisie française, originaire de Picardie au XVIIIe siècle.

## Personnalités
- Louis Morel d'Arleux (1755-1827) peintre, dessinateur.
- Corinne Morel Darleux (1973-) auteure, femme politique française.

## Portrait

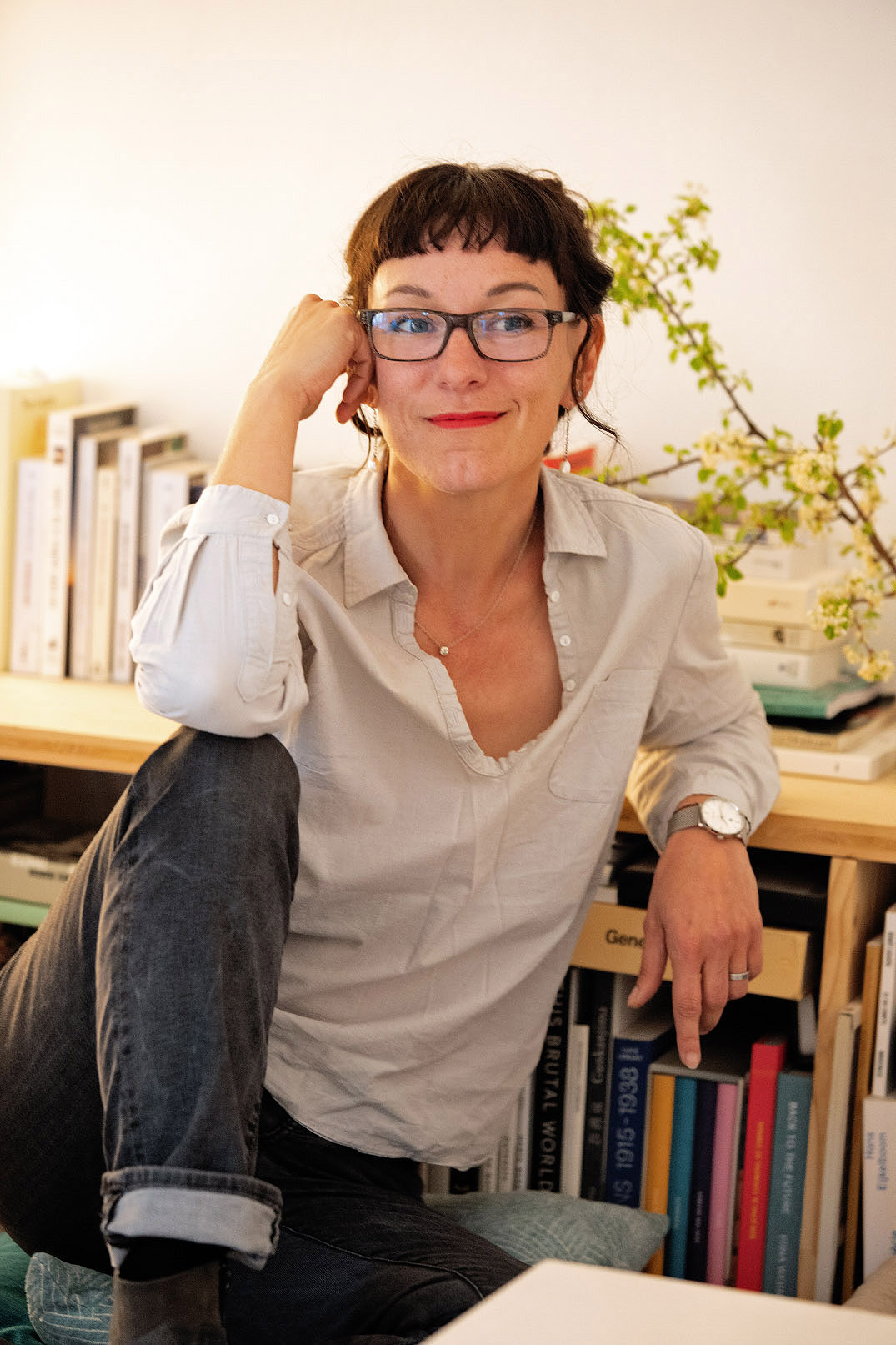
Corinne Morel Darleux

## Pour approfondir